# Tombe de Warcq
La tombe de Warcq est une sépulture princière à char de la fin de l'âge du fer (fin du IIe siècle av. J.-C.) située sur le territoire de l'actuelle commune de Warcq dans le département des Ardennes, en France. Elle a été découverte en 2014, à l'occasion des travaux de construction de l'autoroute A 304.

## Localisation
Warcq  est situé dans les Ardennes près de Charleville-Mézières. La tombe a été découverte à l'occasion des travaux de terrassement de l'autoroute A304 qui traverse la commune.

## Les fouilles
C'est en fouillant les vestiges d'une villa gallo-romaine identifiée à l'occasion des travaux de l'autoroute A 304 que les archéologues ont fait la découverte exceptionnelle et inattendue d'une tombe à char gauloise dédiée à une haute figure aristocratique de l'époque.
La chambre funéraire de 5,50 × 2,80 m ainsi que son coffrage et son plafond de bois se sont très bien conservés. Un des éléments les plus caractéristiques est l’inhumation de quatre chevaux : deux dans les angles sud-ouest et nord-ouest, deux à l’avant du char, sous le joug. Le défunt, probablement un homme, repose sur la caisse du char.

## Le mobilier de la tombe
Tout indique une mise en scène funéraire dont certains aspects sont plus courants dans les sépultures celtiques d’Italie du Nord que dans les tombes à char de Champagne comme la présence d’un fourreau d’épée plié en deux. Une perle en pâte de verre jaune opaque qu'on ne retrouve qu'à partir de la fin de l'âge de fer permet de dater le site vers 130 ans avant J.-C. On note particulièrement :
- un char d’apparat à deux roues doré à la feuille et finement décoré de pièces de bronze parfois serties de pâte de verre bleu foncé ou jaune sur la caisse et les moyeux. D’autres objets de bois sont également recouverts d’une fine feuille d’or. Le timon du char est orné d'une lyre zoomorphe. Une pastille de verre bleue avec le dessin d'un triskel.

- un exceptionnel collier d’or, probablement sur trame de cuir ou de bois, enserre encore le cou du défunt.

- une fibule, un fourreau d’épée ployé, une paire de ciseaux (« forces ») et un rasoir en fer ont été trouvés aux côtés du corps.

- trois vases en céramique ont été écrasés lors de l’effondrement du plafond. L’un d'eux, de forme balustre, porte un décor géométrique probablement réalisé à l’étain dont aucun équivalent n’a encore été reconnu en France.

- enfin, les ossements d'un demi cochon avec des dépôts de vin et céréales constituent probablement les restes d'une offrande alimentaire[4].

## Sites comparables

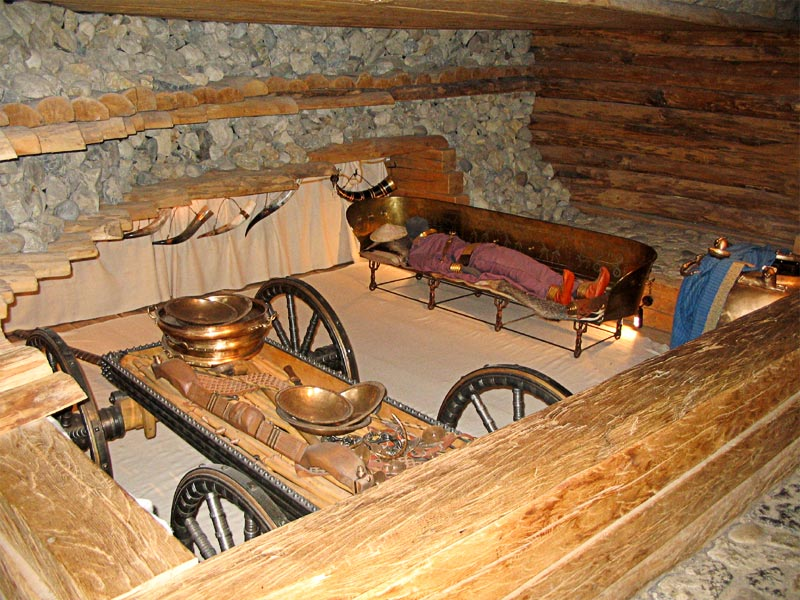
La tombe du Hochdorf (musée d'Erdingen).
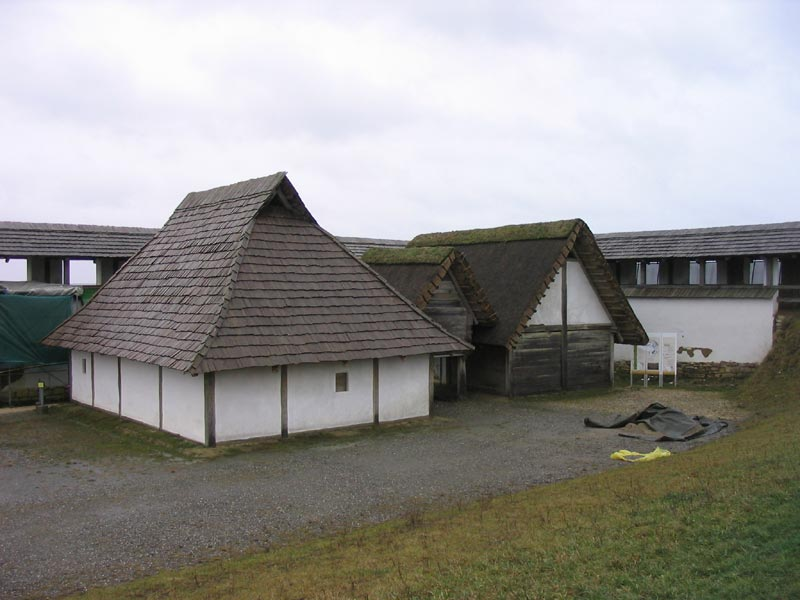
Les maisons celtiques d’Heuneburg.
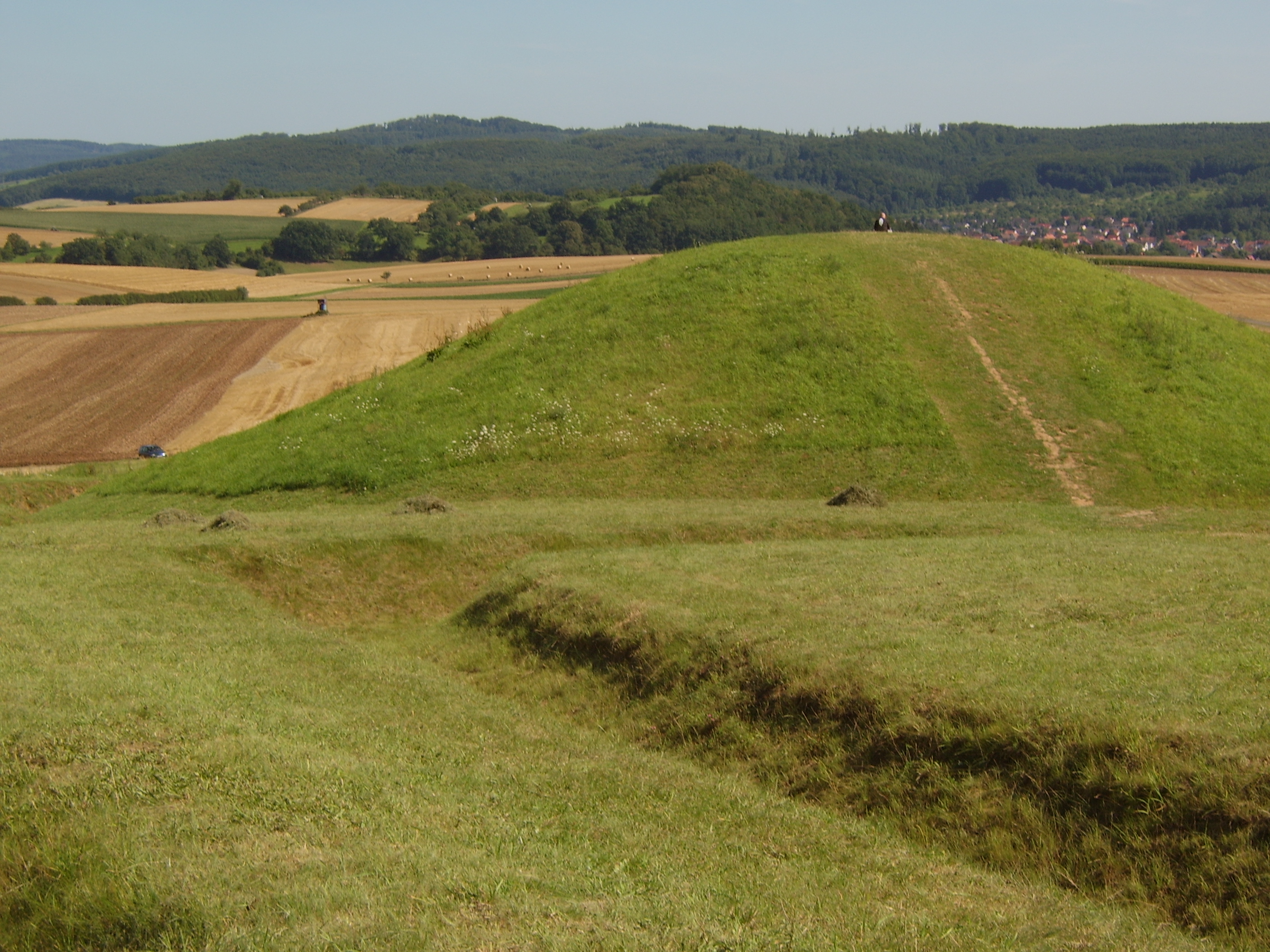
Le tumulus du Glauberg.
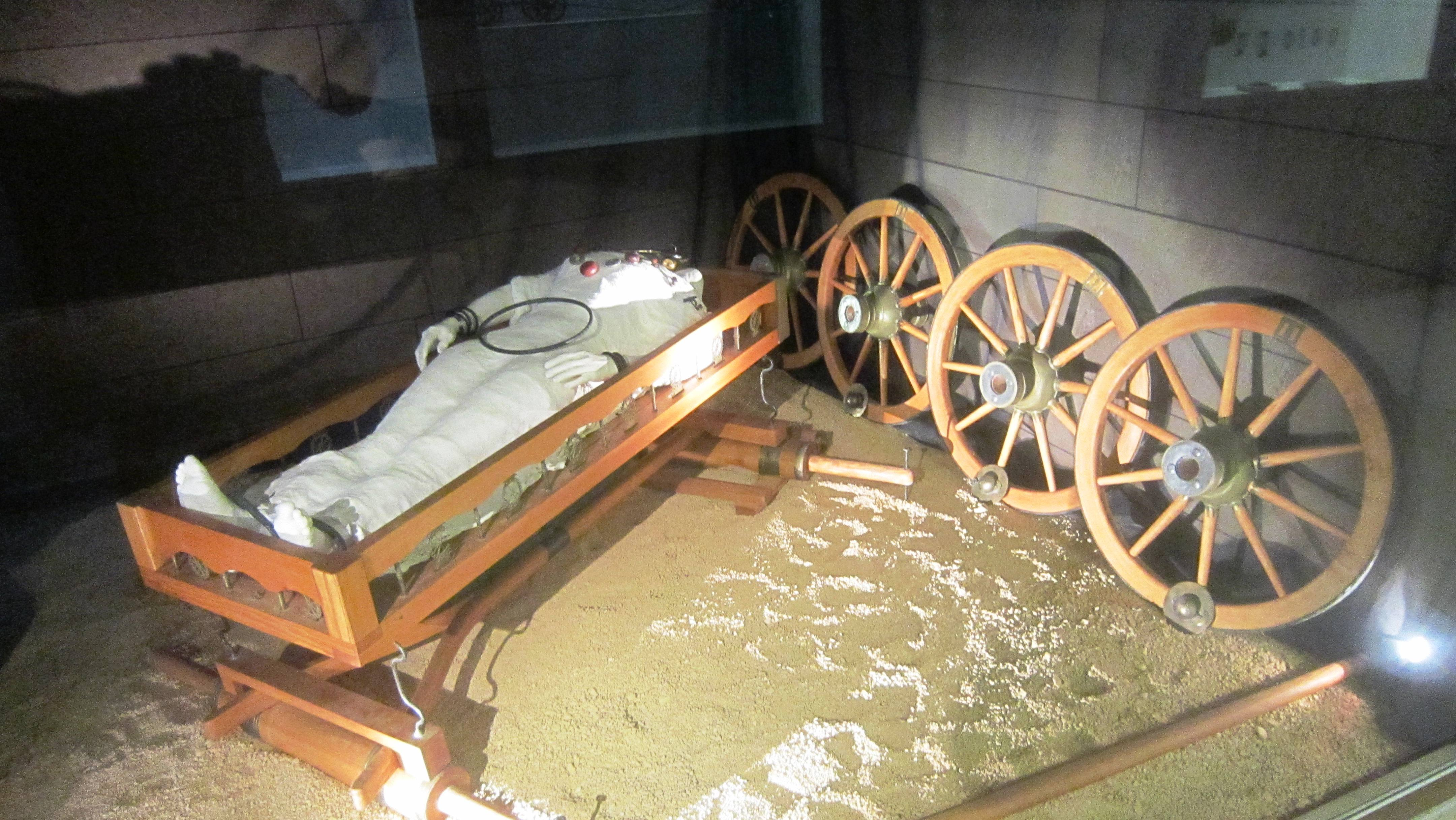
La tombe de Vix (musée de Châtillon-sur-Seine).
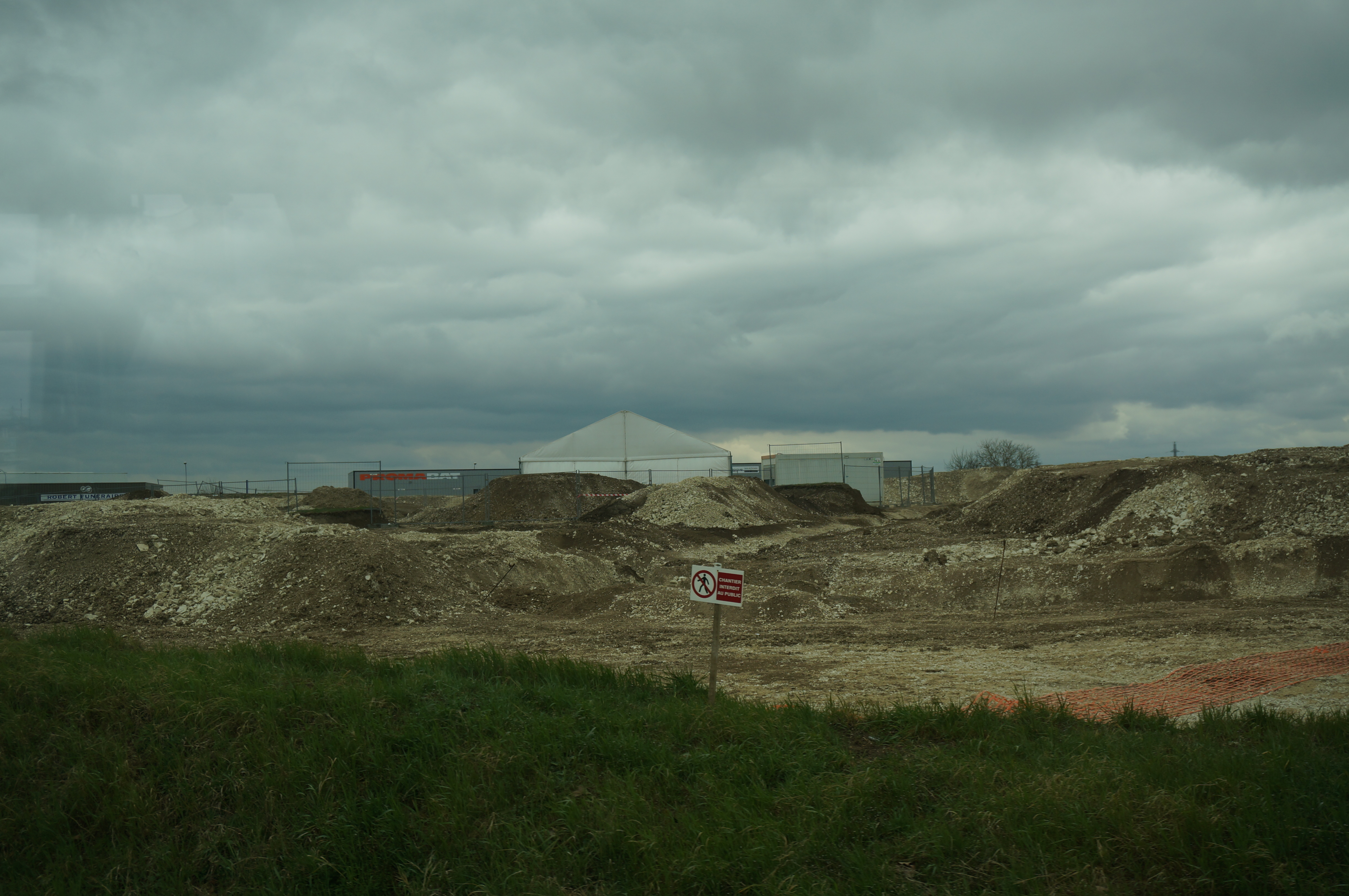
Les fouilles de Lavau près de Troyes.

Bien que plus tardive la tombe de Warcq présente des similitudes avec d'autres sites hallstattiens (nature du gisement, datation, importance des objets découverts) plus anciens : 
- la sépulture princière de Hochdorf dans le Bade-Wurtemberg (fin du VIe siècle av. J.-C.) ;
- la tombe de Ca'Morta en Lombardie découverte en 1928 et datée du Ve siècle av. J.-C. ;
- l'oppidum fortifié de Heuneburg dans le Wurtemberg qui a livré de nombreuses pièces de vaisselle d'origine grecque ;
- l'oppidum de Glauberg en Hesse, associé à des sépultures en tumulus et des statues datant de la fin du VIe siècle av. J.-C. ;
- la tombe de Vix en Côte-d'Or et son  vase découvert en 1955 ;
- le complexe funéraire du Moutot à Lavau près de Troyes révélé au public en mars 2015[5].